# Кемпасп (річка)
Кемпасп (англ. Campaspe River) — річка у Вікторії, Австралія. Назву їй дав майор Мітчелл у 1836 — на честь давньогрецької гетери Кампаспи.

## Долина

На карті

Кемпасп бере свій початок на північному заході від міста Булленгарук та на південному заході від міста Македон. Далі річка протікає містами Вуденд і Кінетон. У цій точці річку перетинає автотраса Колдер.
Далі за течією на річці розташовано такі міста як: Редесдейл і Аксдейл. Ще нижче за течією розташовано такі міста: Елмор, Рочестер.
Кемпасп впадає до річки Муррей неподалік від міста Ечука.